# انتخابات سراسری جزایر سلیمان (۲۰۲۴)
انتخابات سراسری جزایر سلیمان در ۱۷ آوریل ۲۰۲۴ برای تعیین ترکیب پارلمان دوازدهم برگزار شد. این انتخابات در ابتدا برای سال ۲۰۲۳ برنامه‌ریزی شده بود، پارلمان در سال ۲۰۲۲ با تأخیر رای به انتخابات داد. نخست‌وزیر مناسه سوگاواره مدعی شد که کشور نمی‌تواند در همان سالی که جزایر سلیمان میزبان بازی‌های اقیانوس آرام بود، انتخابات برگزار کند. مخالفان این تأخیر را محکوم کردند و سوگاواره را به گرفتن قدرت متهم کردند.
یکی از موضوعات مهم کمپین شامل روابط این کشور با چین بود. با این حال، مسائل داخلی دغدغه اصلی بسیاری از رای‌دهندگان از جمله هزینه زندگی، بدهی ملی و کمبود دارو بود. هشت حزب و ده نماینده مستقل کرسی را به دست آوردند. حزب مالکیت، وحدت و مسئولیت نخست‌وزیر سوگاواره (OUR) بیشترین کرسی‌ها یعنی ۱۵ کرسی را به دست آورد، اما نتوانست اکثریت را به دست آورد. بلوک ائتلاف اپوزیسیون برای پاسخگویی، اصلاحات و توانمندسازی (CARE) متشکل از حزب دمکرات، اتحاد دموکراتیک و حزب یوام آی برای تغییر مجموعاً ۱۳ کرسی به دست آوردند. یکی دیگر از احزاب مخالف، حزب متحد (UP) شش کرسی را از آن خود کرد.